# Grammonota ornata
Grammonota ornata là một loài nhện trong họ Linyphiidae.
Loài này thuộc chi Grammonota. Grammonota ornata được Octavius Pickard-Cambridge miêu tả năm 1875.